# Ніко де Вольф
Ніколас «Ніко» де Вольф (нід. Nicolaas de Wolf; 27 жовтня 1887, Апелдорн — 18 липня 1967, Дусбург) — нідерландський архітектор і футболіст.

## Життєпис
Грав за «Гарлем», з яким виграв Кубок Нідерландів 1912 року. У фіналі його клуб переміг «Вітессе» з рахунком 2:0.
Виграв бронзову медаль на літніх Олімпійських іграх 1912 року зі збірною Нідерландів. Зіграв у двох матчах із чотирьох командних на турнірі.
Працював архітектором у Дусбургу.
Помер 18 липня 1967 року у віці 79 років. Його поховали на цвинтарі Мейпортстрат у Дусбургу.

## Титули і досягнення
- Бронзовий призер Олімпійських ігор (1):

Нідерланди: 1912
- Володар Кубка Нідерландів (1):

«Гарлем»: 1912

## Статистика

### Статистика виступів за збірну
| Дата       | Місто           | Господарі        | Результат | Гості      | Турнір                 | Голи | Примітки |
| ---------- | --------------- | ---------------- | --------- | ---------- | ---------------------- | ---- | -------- |
| 16-10-1910 | Клеве           | Німецька імперія | 1 – 2     | Нідерланди | товариський матч       | -    |          |
| 19-3-1911  | Антверпен       | Бельгія          | 1 – 5     | Нідерланди | товариський матч       | -    |          |
| 29-6-1912  | Стокгольм       | Швеція           | 3 – 4     | Нідерланди | ОІ 1912 - Перший раунд | -    |          |
| 4-7-1912   | Сульна (комуна) | Нідерланди       | 9 – 0     | Фінляндія  | ОІ 1912 - За 3 місце   | -    |          |
| 9-3-1913   | Антверпен       | Бельгія          | 3 – 3     | Нідерланди | товариський матч       | -    |          |
| Усього     |                 | Матчів           | 5         |            | Голів                  | 0    |          |